# Língua swampy cree leste
Swampy Cree (Cree dos pântanos - também chamada Maskekon, Omaškêkowak, por vezes Omushkego) é uma variedade das línguas algonquinas, especificamente da língua cree. É falada no Canadá numa série de comunidades da etnia de mesmo nome no norte de Manitoba, nordeste central de Saskatchewan ao longo do rio Saskatchewan e ao longo da costa da Baía de Hudson e áreas adjacentes do interior ao sul e oeste, e Ontario ao longo da costa da Baía de Hudson e baía de James. Dentro do grupo de dialetos chamados "Cree Ocidental", é referido como um "n-dialeto", pois a variável fonema comum a todos os dialetos Cree aparece como "n" neste dialeto (como oposto a y, r, l ou ð; todos os fonemas são considerados um reflexo linguístico de Proto-Algonquino *r).
Tinha aproximadamente 4.500 falantes em uma população de 5.000 a partir de 1982, de acordo com a 14ª edição do Ethnologue. Os dados do censo canadense não identificam dialetos específicos do Cree, Todas estimativas atuais dependem de extrapolações de estudos específicos e atualmente não existe um censo preciso de qualquer idioma algonquiano.
A gramática e os exemplos usados nesta página são retirados da segunda edição de Ellis (1983) de Spoken Cree.

## Dialetos
Uma divisão às vezes é feita entre Swampy Cree Oeste e Swampy Cree Leste
As comunidades reconhecidas como Swampy Cree Oeste incluem Shoal Lake, The Pas, Easterville, Chemawawin Cree Nation, Grand Rapids Barren Lands, Churchill, Split Lake, York Factory, Fox Lake, Shamattawa e God's Lake Narrows (todos em Manitoba) e Primeira Nação de Fort Severn, Ontário.
As comunidades reconhecidas como Swampy Cree Leste são Weenusk, Attawapiskat, Albany Post, Kashechewan, e Fort Albany  (todos em Ontário). O Cree falado em Kashechewan também mostra influência da [[língua moose cree.
Esta página reflete os formulários encontrados em Albany Post (agora Kashechewan).

## Escrita
A língua usa o silabário Swampy Cree Leste com 124 símbolos ou uma forma do alfabeto latino que tem comente as 3 vogais A, I, O. Apresenta somente 11 consoantes (C, H, K, L, M, N, P, S, T, W, Y).

## Fonologia

### Consoantes
O inventário de consoantes do Swampy Cree contém 11 fonemas. Um décimo segundo fonema /l/ não é nativo, mas entrou no idioma por meio de empréstimos e influência de Moose Cree.
|                     | Bilabial | Alveolar | Pós-alveolar | Velar | Glotal |
| ------------------- | -------- | -------- | ------------ | ----- | ------ |
| Nasal Oclusival     | m /m/    | n /n/    |              |       |        |
| Oclusiva            | p /p/    | t /t/    |              | k /k/ |        |
| Fricativa           |          | s /s/    | š /ʃ/        |       | h /h/  |
| Africada            |          | c /t͡s/   | c /t͡s/       |       |        |
| Aproximante         | w /w/    |          | y /j/        |       |        |
| Lateral Aproximante |          | (l) /l/  | (l) /l/      |       |        |

A força da voz não causa contraste fonêmico em Swampy Cree. De acordo com Ellis, no entanto, as oclusivas geralmente sofrem vozeamento intervocal quando precedidas por uma vogal longa ou nasal acentuada. Por exemplo, "māci" é pronunciado [māːd͡zi], e "maci" é pronunciado [mat͡si].
A Pré-aspiração de oclusivas cria uma distinção fonêmica. Por exemplo, "pētāw" (ele traz) não é o mesmo que "pēhtāw" (ele espera por isso).
Em palavras enfáticas que contêm uma vogal inicial, [h] é frequentemente inserido antes da vogal. Não é uma distinção fonêmica, mas simplesmente um indicador de estresse. Da mesma forma, as vogais de final de palavra costumam ser seguidas de aspiração moderada, o que não marca nenhuma mudança de significado. [A pós-aspiração também não é fonemicamente distintivo.
A consoante /h/ é ocasionalmente pronunciada como [j] (como em inglês "yes") intervocalmente.
Quando uma vogal curta é omitida, deixando uma nasal próxima a uma oclusiva, a nasal se assimila ao mesmo ponto de articulação da oclusiva. Por exemplo, "nipāskisikan" se torna "mpāskisikan".
Em palavras como ocawāšimiša, o [c] é na verdade um /t/ subjacente, assimilado pela preparação para a articulação dos dois [š]. Na verdade, a pronúncia com um [t] é percebida como "baby talk".
Na posição final da palavra, /t/ se torna [š].

### Vogais
|          | Curta     | Curta    | Longa     | Longa  |
| Anterior | Posterior | Anterior | Posterior |        |
| -------- | --------- | -------- | --------- | ------ |
| Fechada  | i /i/     | o /u/    | ī /iː/    | ō /oː/ |
| Medial   | a /a/     | a /a/    | ē /eː/    | ō /oː/ |
| Aberta   | a /a/     | a /a/    | ā /aː/    | ā /aː/ |

As vogais em Cree podem sofrer uma grande variação, mas permanecem um fonema. O /ō/ longo varia entre [ō] e [ū], mas permanece um fonema. Longo /ā/ varia entre aproximadamente [ǣ] e [ɑ̄] .  O /i/ curto varia entre [ɪ] e [ɛ]. O /o/ curto varia aproximadamente entre [o] e [ʊ]. O /a/ curto tem a variação mais ampla, de [æ] a [ʌ] e [ɛ] também, quando procede a aproximante [j].

#### Contrações
- /Cw/ + /i/ gera /Co/
- /aw/ + /i/ gera /ā/

A tonicidade não é distintiva em Swampy Cree. Em outras palavras, não há pares mínimos de palavras que são distinguíveis apenas pela tonicidade.

## Morfologia
Swampy é uma língua polissintética que depende muito de palavras expressas, tantas coisas que são expressas em , por exemplo, português por substantivos ou adjetivos são expressos como verbos. Na verdade, Swampy Cree não tem adjetivos. Em vez disso, tem a forma intransitiva dos verbos. Por exemplo, em vez de dizer "Ele é forte", em Cree, diz-se algo como "Ele está forte".
Os prefixos de t e segunda pessoa são os mesmos que para verbos.

### Substantivos
Substantivos em Swampy Cree têm hastes livres e ligadas, sendo o último usado em combinação com outros morfemas. Compostos são comuns e podem ser formados a partir de outros substantivos, radicais verbais e partículas.
Swampy Cree não tem gênero no sentido das línguas indo-euroeias (masculino, feminino e neutro). Em vez disso, diferencia entre animado e inanimado. Embora nenhuma coisa viva esteja dentro da classe "inanimada", existem algumas coisas não vivas (meias, chaleiras, pedras, pás, etc.) dentro da classe "animada".

#### Prefixos de posse para promoções pessoais
A posse também é expressa por afixação. Os prefixos de primeira e segunda pessoa são os mesmos dos verbos.
|                                | Singular         | Plural              |
| ------------------------------ | ---------------- | ------------------- |
| 1ª Pessoa                      | ni-......-(a)    | ni-......-inām      |
| 2ª Pessoa                      | ki-........-(a)  | ki-.....-iwāw       |
| 3ª Pessoa                      | o- ....... -(a)  | o- ....... -iwāw(a) |
| Obviativo – 3ª pessoa distante | o- ....... -iliw |                     |

Existem grupos de substantivos que têm um radical dependente e devem ocorrer com algum tipo de possuidor. Eles incluem parentes, partes do corpo e coisas que são consideradas na tradição algonquina como itens extremamente pessoais, como bolsas de caça. A posse também é ocasionalmente marcada pelo sufixo /-im/ (conhecido como o tema possuído), que ocorre dentro do sufixo para pluralidade quando ocorre. O sufixo /(a)/ é adicionado quando o item possuído é animado.
Com substantivos plurais (em oposição aos possuidores), o sufixo /-ak/ (para animado) ou /-a/ (para inanimado) é adicionado após todos os outros sufixos.
O obviativo é marcado em substantivos animados como o sufixo /-a/ e em substantivos inanimados como o sufixo /-iliw/. Substantivos obviativos animados não marcam número, então não se sabe se um substantivo obviativo é singular ou plural. Substantivos obviativos inanimados são marcados para pluralidade. Substantivos surobviativos não mostram nem o número do próprio substantivo nem o número do possuidor.

### Pronomes
Enquanto pessoa e posse são frequentemente expressas por afixação em Cree, existem pronomes pessoais separados, que são frequentemente usados para dar ênfase.
|               | singular | plural              |
| ------------- | -------- | ------------------- |
| 1ª Pessoa     | nīna     | nīnanān             |
| Nós inclusivo |          | kīnanānāw (kīnānaw) |
| 2ª Pessoa     | kīna     | kīnawāw             |
| 3ª Pessoa     | wīna     | wīnaww              |

#### Demonstrativos
|                      | 3ª Pessoa        | 3ª Pessoa        | 3ª Pessoa        | 3ª Pessoa        | Obviativo       | Obviativo       | Obviativo       | Obviativo       |
|                      | animado          | animado          | inanimado        | inanimado        | animado         | animado         | inanimado       | inanimado       |
|                      | singular         | plural           | singular         | plural           | singular        | plural          | singular        | plural          |
| -------------------- | ---------------- | ---------------- | ---------------- | ---------------- | --------------- | --------------- | --------------- | --------------- |
| Este                 | awa              | ōko              | ōma              | ōho              | ōho             | ōho             | ōmēliw          | ōho             |
| Aquele               | ana              | aniki            | ani(ma)          | anihi            | anihi           | anihi           | animēliw        | anihi           |
| Este/Aquele autonome | ē'ko (for ēwako) | ē'ko (for ēwako) | ē'ko (for ēwako) | ē'ko (for ēwako) | ~rarely occurs~ | ~rarely occurs~ | ~rarely occurs~ | ~rarely occurs~ |
| Outros               | kotak            | kotakiyak        | kotak            | kotakiya         | kotakiya        | kotakiya        | kotakīliw       | kotakiya        |

Há outra distinção na região de Fort Albany entre "kotak" (outro) e "kotakīy" (outro entre dois).

### Verbos
Como dito acima, Swampy Cree depende muito de verbos para expressar muitas coisas que são expressas de outras maneiras em idiomas como o inglês. Por exemplo, a incorporação de substantivos é bastante comum em Cree.
Ambos os verbos transitivos e intransitivos em Swampy Cree mudam suas terminações (e ocasionalmente até mesmo suas raízes) dependendo da animacidade. Os verbos intransitivos dependem da animação de seus sujeitos, enquanto os verbos transitivos dependem da animação de seus objetos.
Existem várias formas dos verbos. A Ordem Independente do verbo é o conjunto de formas verbais que são usadas na oração principal. A Ordem Conjuntiva consiste nas formas utilizadas em outros tipos de cláusulas. Além disso, Swampy Cree tem sufixos para ação direta em oposição a inversa. Os rótulos não se referem à qualidade da ação, mas a qual pessoa está agindo sobre qual outra pessoa gramatical. Por exemplo, "eu o vejo" (ni...wāpam...ā...w) é uma ação direta porque a 1ª Pessoa está agindo sobre o terceiro e "Ele/ela me vê" (ni.. .wāpam...ikw...w) porque é a 3ª Pessoa agindo sobre a primeira. Em Cree, a ordem da "direta" é 2ª Pessoa, 1ª Pessoa, 3ª Pessoa.
Verbos Inanimados Transitivos e Verbos Intransitivos Animados também têm a opção de formas relacionais ou não relacionais. As formas relacionais são para quando o verbo é executado em relação a outra pessoa. Um exemplo famoso da tradução de o Peregrino é kici-pēci-itohtē-w-ak, que vem de "evangelista mande-me vir aqui", mas que se traduz literalmente como "que eu venha aqui (em relação a ele)."
Swampy Cree tem dois tipos de imperativos: Imperativo Imediato e Imperativo Futuro. Como o nome indica, o Imperativo Imediato é para ações que devem ser realizadas imediatamente, e o Imperativo Futuro é para ações que devem ser realizadas após um lapso de tempo.

#### Ordem dos afixos
1) Pessoa: Existem dois prefixos de "sujeito" para Verbos Cree para 1ª Pessoa (/ni(t)-/) e 2ª Pessoa (/ki(t)-/). A 3ª Pessoa está desmarcada. Os prefixos são usados simultaneamente com sufixos que expressam número, animação e transitividade.
2) Tempo: O futuro é expresso por um prefixo /-ka-/ na primeira e 2ª Pessoa e /ta-/ na 3ª Pessoa. O marcador de tempo futuro é inserido após o marcador de pessoa (se houver). No discurso casual, muitas vezes é contraído com o marcador de pessoa (exemplo: nika- torna-se n'ka-).
A ação completa é frequentemente expressa por um prefixo /kī-/ (em enunciados afirmativos) e /ohci-/ (em enunciados negativos) e é comumente usado para se referir ao passado. Por exemplo, /itohtēw/ significa "ele vai (lá) mas /kī-itohtēw/ significa "ele foi (lá)".
3) Aspecto: Existe um prefixo potencial /kī/ (pode, ser capaz de) que precede a raiz, mas segue prefixos de pessoa e tempo verbal.
O prefixo /ati-/ indica início gradual (em oposição ao início súbito).
4) Alguns prefixos têm mais liberdade para onde vão, como /pēci/ (neste sentido, em direção ao falante).
5) Ênfase no local: Quando uma expressão de localização é usada no início de uma frase, o verbo contém um prefixo /iši-/ como uma espécie de ênfase e concordância (aproximadamente "assim" ou "assim"). Ellis descreve como sendo aproximadamente "Na loja você trabalha?" Se a expressão de localização não preceder o verbo, /iši-/ não é usado porque é raiz relativa (portanto, refere-se a algo que a precede na frase).
6) Raiz
7) Ação recíproca: A ação recíproca é expressa pelo sufixo /-ito-/, ocorrendo entre o radical e a flexão normal.
8) Sufixo flexional
9) Causativo: O sufixo causativo /-hēw/ pode ser adicionado aos verbos para transformá-lo em um verbo causativo. Por exemplo, itohtēw significa "Ele vai lá" e ihotahēw significa "Ele o leva lá".

#### Verbos intransitivos animados
Verbos intransitivos animados são verbos intransitivos que têm um [[assunto (gramática)|sujeito] animado].
Independente Indicativo
|                     | singular   | plural     |
| ------------------- | ---------- | ---------- |
| 1ª Pessoa           | -n         | -nān       |
| 2ª Pessoa           | -n         | -nāwāw     |
| Nós inclusivo       | -nānaw     | -nānaw     |
| 3ª Pessoa           | -w         | -wak       |
| Obviativo           | -liwa      | -liwa      |
| indefinite, passive | -(nā)niwan | -(nā)niwan |

Conjuntivo Indicativo
|                     | singular      | plural                     |
| ------------------- | ------------- | -------------------------- |
| 1ª Pessoa           | -(y)ān        | -(y)āhk                    |
| 2ª Pessoa           | -(y)an / -yin | -(y)ēk                     |
| Nós inclusivo       | -ahk          | -ahk                       |
| 3ª Pessoa           | -t / ~k       | -cik/ ~kik (-twāw / ~kwāw) |
| Obviativo           | -lici         | -lici                      |
| indefinido, passivo | -(nā)niwahk   | -(nā)niwahk                |

Conjuntivo Subjuntivo

Nós inclusivo

|                     | singular        | plural          |
| ------------------- | --------------- | --------------- |
| 1ª Pessoa           | -(y)ānē         | -(y)āhkē        |
| 2ª Pessoa           | -(y)anē / -yinē | -(y)ēkwē        |
| -ahkwē              |                 |                 |
| 3ª Pessoa           | -tē / ~kē       | -twāwē / ~kwāwē |
| Obviativo           | -litē           | -litē           |
| indefinido, passivo | -(nā)niwahkē    | -(nā)niwahkē    |

Imperativo
|              | non-relational | non-relational | relational | relational |
|              | singular       | plural         | singular   | plural     |
| ------------ | -------------- | -------------- | ---------- | ---------- |
| 2ª Pessoa    |                | -k             | -w         | -wāhk      |
| Inclusive We | -tā(k) / -tāw  | -tā(k) / -tāw  | -wātā(k)   | -wātā(k)   |

Verbos em sua forma Conjuntiva são o equivalente da cláusula dependente em inglês. Um uso da forma Conjuntiva pode ser usado para expressar propósito. Por exemplo, Kī-pēc'-ītohtēw nā kici-otāpēt (Ele veio para transportar {madeira}?)

#### Verbos intransitivos inanimados
Esses verbos geralmente são equivalentes à construção em inglês que começa com o sujeito vazio "it" (exemplos: está chovendo, está nevando, é dia, é veneno, etc.):
- tahk (frio) --> tahkāyāw (está frio)
- tipisk (noite) --> tipiskāw (é noite)
- kīšik (céu) --> kīšikāw (é dia)

Alguns dos elementos, como "tahk-", não podem ficar por conta própria, mas outros são morfemas livres, como "kīšik".
Sem surpresa, a primeira e a 2ª Pessoa nunca aparecem neste contexto, restando apenas a 3ª Pessoa e as formas obviativas.
Independente Indicativo
|           | singular | plural |
| --------- | -------- | ------ |
| 3ª Pessoa | -w       | -wa    |
| Obviativo | -liw     | -liwa  |

Conjuntivo Indicativo
|           | singular | plural           |
| --------- | -------- | ---------------- |
| 3ª Pessoa | ~k       | ~ki (~kwāw-)     |
| Obviativo | -lik     | -liki (~likwāw-) |

Conjuntivo Subjuntivo
|           | singular | plural   |
| --------- | -------- | -------- |
| 3ª Pessoa | ~kē      | ~kwāwē   |
| Obviativo | -like    | ~likwāwē |

#### Verbos animados transitivos
Verbos animados transitivos cujo objeto é animado, mas nem todos os substantivos que fazem parte do gênero "animado" são animados no sentido tradicional da palavra. Por exemplo, "wharf" é animado . A distinção entre "transitivo" e "intransitivo" em Cree não é a mesma que em inglês. Por exemplo, pensar e tossir sempre leva um objeto ("itēlihtam" "ele pensa (isso)" e "ostostotam" "ele tosse (isso)").
Independente Indicativo
|                     | 3ª Pessoa singular | 3ª Pessoa singular | 3ª Pesso aplural | 3ª Pesso aplural | Obviativo  | Obviativo        | Mais obviativ0 | Mais obviativ0 |
|                     | singular           | plural             | singular         | plural           | singular   | plural           | singular       | plural         |
| ------------------- | ------------------ | ------------------ | ---------------- | ---------------- | ---------- | ---------------- | -------------- | -------------- |
| 1ª Pessoa           | -āw                | -ānān              | -āwak            | -ānānak          | -(i)māwa   | -(i)mānāna / -ih | -              | -              |
| 2ª Pessoa           | -āw                | -āwāw              | -āwak            | -āwāwak          | -(i)māwa   | -(i)māwawa       | -              | -              |
| Nós inclusiv        | -ānaw              | -ānaw              | -ānawak          | -ānawak          | -(i)mānawa | -(i)mānawa       | -              | -              |
| indefinido, passivo | -āw                | -āw                | -āwak            | -āwak            | -(i)māwa   | -(i)māwa         | -              | -              |
| 3ª Pessoa           | -                  | -                  | -                | -                | -ēw        | -ēwak            | -imēw          | -imēwak        |
| Obviativo           | -                  | -                  | -                | -                | -          | -                | -ēliwa         | -ēliwa         |

Conjuntivo Indicativo
|                     | 3ª Pessoa singular | 3ª Pessoa singular | 3ª Pessoa plural | 3ª Pessoa plural | Obviativo   | Obviativo   | Mais obviativo | Mais obviativo |
|                     | singular           | plural             | singular         | plural           | singular    | plural      | singular       | plural         |
| ------------------- | ------------------ | ------------------ | ---------------- | ---------------- | ----------- | ----------- | -------------- | -------------- |
| 1ª Pessoa           | -ak                | -akiht             | -akik            | -akihcik         | -(i)maki    | -(i)mkihci  | -              | -              |
| 2ª Pessoa           | -at                | -ēk                | -acik            | -ēkok            | -(i)maci    | -(i)mēko    | -              | -              |
| Nós inclusivo       | -ahk               | -ahk               | -akihcik         | -akihcik         | -(i)makihci | -(i)makihci | -              | -              |
| indefinido, passivo | -iht               | -iht               | -ihcik           | -ihcik           | -(i)michi   | -(i)michi   | -              | -              |
| 3ª Pessoa           | -                  | -                  | -                | -                | -āt         | -ācik       | -imāt          | -imācik        |
| Obviativo           | -                  | -                  | -                | -                | -           | -           | -ālici         | -ālici         |

Conjuntivo Subjuntivo
|                     | 3ª Pessoa singular | 3ª Pessoa singular | 3ª Pessoa plural | 3ª Pessoa plural | Obviativo | Obviativo   | Mais obviativo | Mais obviativo |
|                     | singular           | plural             | singular         | plural           | singular  | plural      | singular       | plural         |
| ------------------- | ------------------ | ------------------ | ---------------- | ---------------- | --------- | ----------- | -------------- | -------------- |
| 1ª Pessoa           | -akē               | -akihtē            | -akwāwē          | -akihtwāwē       | -(i)makē  | -(i)makihtē | -              | -              |
| 2ª Pessoa           | -atē               | -ēkwē              | -atwāwē          | -ēkwāwē          | -(i)matē  | -(i)mēkwē   | -              | -              |
| Nós inclusivo       | -ahkwē             | -ahkwē             | -ahkwāwē         | -ahkwāwē         | -(i)mēkwē | -(i)mēkwē   | -              | -              |
| indefinite, passive | -ihtē              | -ihtē              | -ihtwāwē         | -ihtwāwē         | -(i)mihtē | -(i)mihtē   | -              | -              |
| 3ª Pessoa           | -                  | -                  | -                | -                | -ātē      | -ātwāwē     | -imātē         | -imātwāwē      |
| Obviativo           | - &nbs             | - &nbs             | - &nbs           | - &nbs           | - &nbs    | - &nbs      | -ālitē         | -ālitē         |

Verbos em sua forma Conjuntiva ocasionalmente têm outra forma de morfemas. Por exemplo, os marcadores de aspecto são os seguintes: /kā-/ = aspecto completo/tempo passado, /kē-/ = tempo futuro, /ē-/ = o verbo na oração dependente está acontecendo ao mesmo tempo que aquele em os principais

#### Verbos inanimados transitivos
Os verbos transitivos inanimados são, basicamente, de dois tipos: Tipo 1 são aqueles com radical que termina em consoante (ex: "wāpaht-am" --> "ele vê") e Tipo 2 são aqueles em que o radical transitivo inanimado termina em vogal. Os verbos têm as mesmas terminações que suas contrapartes intransitivas animadas (ex: ayā-w --> "ela tem"). Há também verbos que alguns linguistas algonquianos descrevem como verbos "pseudotransitivos". Ellis os agrupa com verbos inanimados transitivos do Tipo 2 porque eles também funcionam como verbos inanimados transitivos enquanto recebem terminações intransitivas animadas (exemplo: "wāpahtam sīpīliw" --> "ele vê o rio").
Independente Indicativo
|                    | singular | plural   |
| ------------------ | -------- | -------- |
| 1ª Pessoa          | -ēn      | -ēnān    |
| 2ª Pessoa          | -ēn      | -ēnāwāw  |
| Inclusive We       | -ēnānaw  | -ēnānaw  |
| 3ª Pessoa          | -am      | -amwak   |
| Obviativo          | -amiliwa | -amiliwa |
| indefindo, passivo | -ikātēw  | -ikātēw  |

Conjuntivo Indicativo
|                    | singular | plural   |
| ------------------ | -------- | -------- |
| 1ª Pessoa          | -amān    | -amāhk   |
| 2ª Pessoa          | -aman    | -amēk    |
| Nós inclusivo      | -amahk   | -amahk   |
| 3ª Pessoa          | -ahk     | -ahkik   |
| Obviativo]         | -amilici | -amilici |
| indefinido, passio | -ikātēk  | -ikātēk  |

Conjuntivo Subjuntivo
|                    | singular       | plural            |
| ------------------ | -------------- | ----------------- |
| 1ª Pessoa          | -amānē         | -amāhkē           |
| 2ª Pessoa          | -amanē / -yinē | -amēkwē           |
| Nós inclusivo      | -amahkwē       | -amahkwē          |
| 3ª Pessoa          | -ahkē / ~kē    | -ahkwāwē / ~kwāwē |
| Obviativo          | -amilitē       | -amilitē          |
| indefindo, passivo | -ikātēkē       | -ikātēkē          |

Imperativo
|               | non-relational | non-relational | relational | relational |
|               | singular       | plural         | singular   | plural     |
| ------------- | -------------- | -------------- | ---------- | ---------- |
| 2ª Pessoa     | -a             | -amok          | -am        | -amwāhk    |
| Nós inclusivo | -ētā(k)        | -ētā(k)        | -amwātā(k) | -amwātā(k) |

### Partículas
Estas são formas que nunca são flexionadas. Partículas pré-verbais podem ser adicionadas a verbos já independentes para adicionar significado. Algumas partículas podem ocorrer apenas como partículas pré-verbais, outras podem ocorrer apenas como palavras independentes e outras ainda são pré-verbais com alguns verbos e independentes com outros:
- ohcitaw = propositalmente (sempre independente)
- pihci- = acidentalmente (sempre pré-verbal, dependente)
- wīpac = cedo, logo (sempre independente)
- pwāstaw = atrasado (às vezes independente, às vezes dependente)

## Sintaxe

### Ordem conjuntiva
A partícula negativa usada na Ordem conjuntiva é /ēkā/.

#### Construção relativa
A construção relativa é expressa pelo marcador de aspecto completivo /ka-/ com o verbo na Ordem Conjuntiva. Por exemplo, atāwēw (ele negocia), mas kā-atāwēt (aquele que negocia --> um comerciante).

#### Discurso indireto
Embora Cree prefira o discurso relatado direto, é possível fazer construções de discurso indireto usando o marcador aoristo /e-/ além de outros marcadores de aspecto.

### O Conjuntivo Alterado
O Conjuntivo Alterado altera as vogais da primeira sílaba de um verbo da seguinte forma:
- /i/ torna-se /ē/
- /a/ torna-se /ē/
- /o/ torna-se /wē/
- /ī/ torna-se /ā/
- /ē/ torna-se /iyē/
- /ā/ torna-se /iyā/

Pode ser usado para expressar a diferença entre Presente Geral e Perguntas de Tempo Presente. Essa é a diferença entre "Você fala Cree?" e "Você está falando Cree?" As perguntas do tempo presente usam o prefixo /ka-/ sem nenhuma mudança de vogal. As perguntas gerais do presente não usam prefixo e mudam a vogal de acordo com o paradigma acima.
Ele também pode ser usado na “narração vívida” para efeito, mas parece desatualizado para os falantes modernos.

### Casos gramaticais
Os substantivos Swampy Cree têm três casos gramaticais: nominativo, vocativo e locativo (às vezes referido como "mention-case", "address-case" e "oblique case", respectivamente). O [caso vocativo permanece como uma forma distinta do nominativo apenas por algumas palavras, como nōhtā - (meu) pai. O caso locativo é expresso pelo sufixo /-ihk/, que significa em/at/on/to.

### Perguntas
Perguntas sim/não são formadas adicionando o marcador de pergunta "nā" à primeira palavra completa da frase:
"kimawāpin nā?" Você está visitando?
"Tāpwē nā?" Sério?
Questões de conteúdo não usam "nā", mas uma forma especial do verbo. A estrutura da frase então é: palavra interrogativa - predicado (na forma Conjuntiva). Como os verbos em sua forma Conjuntiva não usam prefixos, mas expressam o sujeito como parte do sufixo, a forma da frase pode ser descrita como Palavra interrogativa - Verbo - (Objeto) - Sujeito (com VOS uma única palavra).

### Negação
A partícula negativa "mōla" é usada antes do prefixo de pessoa de um verbo e antes de quaisquer partículas que o modifiquem diretamente e o precedam:
"Mōla nikihtohtān" Eu não vou embora.
"Mōla māskōc wīpac nētē nika-ihtān" Provavelmente não estarei lá em breve.

### Objetos indiretos
Em inglês, com verbos como "dar, mostrar, emprestar, etc.", costuma-se dizer que o verbo leva um objeto direto e um indireto, e o destinatário é o objeto indireto. No Cree, o destinatário é considerado o objeto imediato. O objeto que está sendo dado é então movido para mais um "slot". Isso é importante especialmente quando se lida com dois objetos de terceira pessoa. Na frase, "João deu o livro a Maria", Maria estaria na 3ª Pessoa, e o livro estaria no óbvio.

### Verbos de ser
O verbo ser "ihtāw" (ele é) só é usado no contexto de "ele está em algum local". Frases equacionais geralmente não requerem verbo, mas o verbalizador /-iw/ a vogal raiz /-i/ (animado) ou /-a/ (inanimado) e o flexional /-w/ (animado) ou /-n/ (inanimado) ) pode ser adicionado a substantivos para expressar "Ele/Ela è algo" ou "Ele/Ela exibe as características de uma coisa". Por exemplo, acimošiš (filhote) + "iwiw" = "acimošišiwiw" (Ele é um filhote), enquanto "cīmān" (barco/canoa) + "iwan" = "cīmāniwan" (É um barco/canoa ).

## Literatura
Porções da Bíblia foram traduzidas para Swampy Cree pelo Rev James Hunter e sua esposa Jean, que era uma falante de Cree. A primeira publicação em caracteres romanos, foi o Evangelho de Mateus de James Hunter. Isto foi publicado na imprensa missionária Church Mission Society em 1853. Isto foi seguido pela Primeira Epístola de João (Nistum Oo Mamowe Mussina̔humakāwin John) traduzida por Jean Hunter em 1855, que também traduziu muitos hinos. A maioria deles foi reimpressa pela British and Foreign Bible Society (BFBS) em Londres: o Livro dos Salmos (David Oo Nikumoona), o Evangelho de Marcos (Oo Meyo Achimoowin São Marcos) e o Evangelho de João (Oo Meyo Achimoowin São João) foram publicados em 1876. Mateus (Oo Meyo Achimoowin São Mateus) foi publicado em 1877. Outras seleções das Escrituras, incluindo os Salmos, foram publicadas em no Livro de Oração que foi publicado em 1877.
O autor David Robertson]] publicou uma versão Swampy Cree de seu livro, “When We Were Alone”. Ele também usou Swampy Cree e inseriu um glossário do idioma em seu livro, [ [The Barren Grounds]], que faz parte de The Misewa Series.

## Amostra de texto
ᒥᓯᐌ ᐃᓂᓂᐤ ᑎᐯᓂᒥᑎᓱᐎᓂᐠ ᐁᔑ ᓂᑕᐎᑭᐟ ᓀᐢᑕ ᐯᔭᑾᐣ ᑭᒋ ᐃᔑ ᑲᓇᐗᐸᒥᑯᐎᓯᐟ ᑭᐢᑌᓂᒥᑎᓱᐎᓂᐠ ᓀᐢᑕ ᒥᓂᑯᐎᓯᐎᓇ᙮ ᐁ ᐸᑭᑎᓇᒪᒋᐠ ᑲᑫᑕᐌᓂᑕᒧᐎᓂᓂᐤ ᓀᐢᑕ ᒥᑐᓀᓂᒋᑲᓂᓂᐤ ᓀᐢᑕ ᐎᒋᑴᓯᑐᐎᓂᐠ ᑭᒋ ᐃᔑ ᑲᓇᐗᐸᒥᑐᒋᐠ᙮
Transliteração
misiwe ininiw tipênimitisowinik êshi nitawikit nêsta pêyakwan kici ishi kanawapamikowisit kistênimitisowinik nêsta minikowisiwina. ê pakitinamacik kakêtawenitamowininiw nêsta mitonênicikaniniw nêsta.
Português
Todos os seres humanos nascem livres e iguais em dignidade e direitos. Eles são dotados de razão e consciência e devem agir uns para com os outros com espírito de fraternidade. (Artigo 1º da Declaração Universal dos Direitos Humanos)